# 미르자 무함마드 하이다르 두글라트

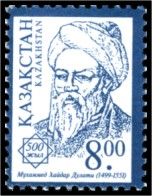

미르자 무함마드 하이다르 두글라트(1449년 ~ 1551년)은 역사서 《라시드사》의 저자이자 군인, 정치인이다.

## 생애
1499년에 태어났다. 아버지는 두글라트 부의 무함마드 후세인 구레겐이었다. 어머니는 모굴 칸국의 유누스 칸의 딸이었다. 따라서, 미르자 하이다르는 티무르 왕조의 바부르와 외사촌관계에 있었다. 미르자 하이다르의 조상들은 대대로 두글라트 부의 수령을 역임하고, 모굴 칸의 가문과도 결혼관계르 맺고 있었다. 하이다르의 6대조 불라지는 투글루크 티무르 칸을 옹립한 권신이었고, 5대조 후다이다드는 막강한 권력을 소유했던 킹메이커였다. 증조부 이래 부친까지 모두 칸 가문과 혼인을 맺어 구레겐(부마)의 지위를 누렸다.
1508년, 아버지인 무함마드 후세인 구레겐이 무함마드 샤이바니에 의해 암살당한 뒤, 미르자 하이다르는 부하라를 떠나 바다흐샨을 거쳐 카불로 가서 바부르의 휘하에 들어갔다. 바부르는 미르자 하이다르를 아들과 같이 대했다. 바부르 역시 샤이바니에 의해 중앙아시아에서 쫓겨난 뒤 자신을 따르는 무리를 이끌고 카불에서 재기의 기회를 노리고 있었다. 1510년, 이스마일 1세가 이끄는 사파비 제국군이 샤이바니를 격파하자, 바부르는 사파비조의 지원을 받아 중앙아시아로 다시 진입한다. 하이다르는 우즈벡과의 전쟁에서 활약하며, 사마르칸드와 부하라 탈환에 기여했다.
그러나 주민 대다수가 순니파였기에, 바부르는 곧 다시 쫓겨나고 말았다. 1512년, 하이다르는 바부르의 패퇴 이후 안디잔으로 가서 사이드 칸에게 합류했다. 사이드 칸은 하이다르를 자신의 여동생과 결혼시켰다. 그리하여 하이다르 미르자 역시 구레겐(부마)이 되었다. 이후 사이드 칸이 카쉬가르와 야르칸드를 장악하여 모굴리스탄을 통합하였을때, 하이다르의 지위 역시 절정에 이르렀다. 하이다르는 바다흐샨, 카피리스탄, 라다크, 티베트 등에서 치루어진 전쟁에서 활약했다.
1533년, 사이드 칸이 죽자 하이다르의 처지도 돌변했다. 사이드 칸의 후계자 압둘 라시드는 두글라트 부족에 적대적이었다. 하이다르는 모굴 칸국을 떠나 다시 티무르 왕조에 몸을 의탁해야 했다.
1541년, 하이다르는 카쉬미르를 정복하여 자신의 왕국을 세웠다. 그러나 1551년, 반란의 와중에 목숨을 잃었고, 그가 세운 두글라트 왕국 역시 함께 사라졌다.

## 참고 문헌
1. 1 2 3  Konukçu, Enver (1998). “Haydar Mirza”. 《TDV İslâm Ansiklopedisi》. 2019년 5월 11일에 확인함.
2. ↑  김호동 (1999). “미르자 하이다르(1500-1551)와 『라시드史』”. 《동양사학연구》 (68): 140.
3. 1 2 3  Barthold, Wilhelm (1986). 《Encyclopedia of Islam》 3. Brill. 317쪽.
4. ↑  김호동 (1999). “미르자 하이다르(1500-1551)와 『라시드史』”. 《동양사학연구》 (68): 141.